# Leticia Navarro
Bertha Leticia Navarro Ochoa (Colima, Colima; 10 de noviembre de 1953), más conocida como Leticia Navarro, es una empresaria y funcionaria mexicana, que ha ocupado altos cargos en varias empresas y fue Secretaria de Turismo en el gobierno de Vicente Fox.
Leticia Navarro es Licenciada en Administración de Empresas egresada de la Universidad Nacional Autónoma de México y tiene estudios de posgrado en el Simmons College de Boston. ha sido la mujer que ha llegado a ocupar el nivel jerárquico más alto en la compañía Gillette, llegando a ser Presidenta Mundial de Jafra.
El 1 de diciembre de 2000 el presidente Vicente Fox la nombró Secretaria de Turismo y permaneció en el cargo hasta 2003.